# Veľká Vápenica
Veľká Vápenica 1691,2 m je výrazná hora v Nízkých Tatrách na Slovensku. Hora má plochý vrcholek, jižní svahy jsou zalesněné a porost kosodřeviny dosahuje až na horní plošinu. Naproti tomu severní svahy jsou travnaté.

## Poloha
Hora leží ve střední části východních Nízkých Tater (podcelek Kráľovohoľské Tatry). Nachází se přímo na hlavním hřebenu, od Heľpianského vrchu na východě ji odděluje sedlo Priehybka a od Kolesárové na západě sedlo Priehyba.

## Přístup
Přes vrchol Veľké Vápenice prochází Cesta hrdinů SNP, a obě okolní sedla jsou křižovatky turistických cest. Existuje tedy hodně variant, jak horu navštívit.
- po červené v rámci hřebenové túry od východu, nejčastěji z útulny v sedle Andrejcová 1.25 h.
- po červené v rámci hřebenové túry ze západu, (přes sedlo Priehyba) nejčastěji z útulny Ramža 5.40 h
- po žluté z vlakové stanice Heľpa 2.45 h do sedla Priehyba a dále  po červené 1.45 h. Celkem 4.30 h
- po modré z vlakové stanice Heľpa 3.10 h do sedla Priehybka a dále  po červené 0.25 h. Celkem 3.35 h
- Další poměrně dlouhé varianty začínají na  modré u obce Východná a dále kolem vodní nádrže Čierny Váh.

## Mapa oblasti
- Turistická mapa číslo 123, VKÚ a.s. Harmanec, Nízké Tatry — Kráľova Hoľa.